# Lesegröße
Als Lesegröße werden in der Typographie die Schriftgrade von 10 (Korpus) bis 12 Didot-Punkt  (Cicero) bezeichnet, da sie zum Satz von umfangreichem Textmaterial geeignet sind, sodass auch bei längerem Lesen keine Ermüdung eintreten muss.
Kleinere Schriftgrade, also solche von 3 (Brillant) bis  9 Punkt (Borgis), werden hingegen als Konsultationsgrößen bezeichnet. Mit solchen werden meist Texte gesetzt, von denen in der Regel nur kurze Abschnitte gelesen (konsultiert) werden, z. B. Verzeichnisse, Lexika oder auch Fußnoten. Sie haben den Vorteil, dass sich verhältnismäßig große Textmengen auf vergleichsweise kleinem Raum unterbringen lassen.
Größere Schriftgrade nennt man Schaugrößen.